# Labriphimedia hinemoa
Labriphimedia hinemoa is een vlokreeftensoort uit de familie van de Iphimediidae. De wetenschappelijke naam van de soort is voor het eerst geldig gepubliceerd in 1954 door Hurley.